# 4890 Shikanosima
4890 Shikanosima è un asteroide della fascia principale. Scoperto nel 1982, presenta un'orbita caratterizzata da un semiasse maggiore pari a 2,2042996 UA e da un'eccentricità di 0,1496381, inclinata di 3,65380° rispetto all'eclittica.